# Tu as crié: Let me go

Tu as crié LET ME GO est un long métrage documentaire de 1997 d'Anne Claire Poirier explorant les événements qui ont conduit au meurtre de sa fille, Yanne, qui s'était tournée vers la drogue et la prostitution avant d'être assassinée à l'âge de vingt-six ans. Le film a été tourné à Montréal et produit par l'Office national du film du Canada.

## Histoire
La fille de Poirier s'était tournée vers la drogue et la prostitution avant d'être assassinée à 26 ans. Dans ce film, Poirier explore la vie de sa fille pour mieux la comprendre ainsi que d'autres jeunes qui mettent leur vie en danger avec la drogue. Elle entre dans le monde des gens de la rue de Montréal, à la recherche de toxicomanes, de prostituées et de personnes vivant avec le sida, pour tenter de suivre les événements qui ont conduit à la mort de sa fille .
Le titre du film fait référence à quelque chose que sa fille avait crié: «Lâchez-moi» juste avant d'être tuée. Dans le film, la réalisatrice interprète également ces mots comme signifiant qu'elle doit maintenant lâcher sa fille décédée.

## Accueil
Tu as crié LET ME GO a reçu de nombreux prix dont le Prix Génie du meilleur long métrage documentaire, le meilleur long métrage aux Rendez-vous Québec Cinéma et le prix du meilleur long métrage documentaire au Festival international du film de Vancouver.

## Adaptation scénique
En 2007, l'histoire du film a été adaptée pour la scène par Nadia Capone.